# Podalonia chalybea
Podalonia chalybea är en biart som först beskrevs av Kohl 1906.  Podalonia chalybea ingår i släktet Podalonia och familjen grävsteklar. Inga underarter finns listade i Catalogue of Life.